# Семень-Наджечны
Семень-Наджечны (пол. Siemień Nadrzeczny) — деревня в Ломжинском повете Подляского воеводства Польши. Входит в состав гмины Ломжа. По данным переписи 2011 года, в деревне проживало 334 человека.

## География
Деревня расположена на северо-востоке Польши, на левом берегу реки Нарев, на расстоянии приблизительно 8 километров к юго-востоку от города Ломжа, административного центра повета. Абсолютная высота — 109 метров над уровнем моря. К западу от Семень-Наджечны проходит национальная автодорога 63, к югу — региональная автодорога 679.

## История
Деревня начинает упоминаться в письменных источниках с 1431 года. Согласно «Списку населенных мест Ломжинской губернии», в 1906 году в деревне Семень над рекой проживало 606 человек (310 мужчин и 296 женщин). В конфессиональном отношении всё население деревни исповедовало католицизм. В административном отношении деревня входила в состав гмины Куписки Ломжинского уезда.
В период с 1975 по 1998 годы деревня являлась частью Ломжинского воеводства.